# 烏克蘭民族復興運動
烏克蘭民族復興運動（羅馬化：Ukrainske natsionalne vidrodzhennia）发生于18世纪末波兰被瓜分之后，现代乌克兰领土被奧地利帝國、匈牙利王国和俄罗斯帝国瓜分的时期。在这一时期，海達馬卡起义才剛在前哥萨克酋长国领土爆發不久。